# Folk Singer
Folk Singer – czwarty album studyjny amerykańskiego bluesmana Muddy Watersa, wydany w kwietniu 1964 roku.
W 2003 album został sklasyfikowany na 280. miejscu listy 500 albumów wszech czasów dwutygodnika „Rolling Stone”.

## Twórcy
- Muddy Waters – śpiew, gitara
- Willie Dixon – kontrabas
- Clifton James – perkusja
- Buddy Guy – gitara
- James Cotton – harmonijka ustna
- J.T. Brown – klarnet, saksofon
- Francis Clay – perkusja
- Sammy Lawhorn – gitara
- S.P. Leary – perkusja
- Milton Rector – kontrabas
- Otis Spann – instrumenty klawiszowe
- Pee Wee Madison – gitara

## Lista utworów
| 1. | "My Home Is in the Delta" (Waters)               | 3:58  |
|    |                                                  |       |
| 2. | "Long Distance Call" (Morganfield/Waters)        | 3:30  |
|    |                                                  |       |
| 3. | "My Captain" (Dixon)                             | 5:10  |
|    |                                                  |       |
| 4. | "Good Morning Little School Girl" (Williamson)   | 3:12  |
|    |                                                  |       |
| 5. | "You're Gonna Need My Help" (Morganfield/Waters) | 3:09  |
|    |                                                  |       |
| 6. | "Cold Weather Blues" (Morganfield)               | 4:40  |
|    |                                                  |       |
| 7. | "Big Leg Woman" (Temple)                         | 3:25  |
|    |                                                  |       |
| 8. | "Country Boy" (Waters)                           | 3:26  |
|    |                                                  |       |
| 9. | "Feel Like Going Home" (Morganfield/Waters)      | 3:52  |
|    |                                                  |       |
|    |                                                  | 34:22 |
|    |                                                  |       |
- Utwory bonusowe

1. "The Same Thing" (Dixon) - 2:57
2. "You Can't Lose What You Never Had" (Morganfield) - 2:46
3. "My John the Conqueror Root" (Dixon)
4. "Short Dress Woman" (Brown)
5. "Put Me in Your Lay Away" (Welch)